# Rybníky V Pouštích
Rybníky V Pouštích jsou přírodní památka v okrese Jihlava. Oblast spravuje Krajský úřad Kraje Vysočina. Rozkládá se tři kilometry východně od Třeště. Důvodem ochrany je výskyt zvláště chráněného rostlinného druhu puchýřka útlá (Coleanthus subtilis) a živočišného druhu kuňka obecná (Bombina bombina).

## Popis
Na východ od hájovny Pouště se na Loveckém potoce a jeho přítocích nacházejí čtyři lesní rybníky. Severní rybník Okrouhlice leží na levostranném nepojmenovaném přítoku Loveckého potoka. Vodní plochy Lovětínský rybník, Stonařovský rybník a Jezírko se rozkládají na Loveckém potoce.
Ty se řadí k oligotrofním až mezotrofním stojatým vodám nížinného až subalpínského stupně kontinentální a alpínské oblasti a horských poloh a jiných oblastí. Toto chráněné území leží na masivu Špičák. Geologický podklad tvoří pararula, corideritická rula až migmatit. Okolo rybníků se vyskytuje převážně glej, místy organozemní, které přechází k pseudoglejům.

## Flóra
Na rybnících se nachází společenstva ponořených vodních rostlin, z nichž jsou zastoupeny leknín bělostný (Nymphaea candida) a bublinatka jižní (Utricularia australis). Na jaře se alespoň částečně nádrže vypouští, na obnažených místech roste vegetace puchýřky útlé (Coleanthus subtilis), dále pak ostřice šáchorovitá (Carex bohemica), úpor trojmužný (Elatine triandra) a bahnička vejčitá (Eleocharis ovata). Břehy rybníka porůstají vysoké ostřice například ostřice zobánková, ostřice štíhlá (Carex acuta), místy se vyskytují druhy, které jsou vázané na bahnité substráty zejména skřípina kořenující (Scirpus radicans), kamyšník přímořský (Bolboschoenus maritimus), mochna bahenní (Potentilla palustris) a vachta trojlistá (Menyanthes trifoliata). Nad rybníky se nacházejí fragmenty rašelinných a pcháčových luk, které značně zarůstající nálety olše lepkavé (Alnus glutinosa). Na těchto místech se vyskytují třtina nachová (Calamagrostis phragmitoides), rosnatka okrouhlolistá (Drosera rotundifolia), ostřice Davallova (Carex davalliana), ostřice přioblá (Carex diandra), suchopýr širolistý (Eriophorum latifolium) a tolije bahenní (Parnassia palustris). Okolo vodních ploch se rozkládají přípotoční jasanovo-olšové luhy, kde rostou kozlík dvoudomý (Valeriana dioica), starček potoční (Tephroseris crispa) a čarovník alpský (Circaea alpina).
Provádí se každoroční ruční kosení luk.

## Fauna
Žije zde řada obojživelníků – kuňka ohnivá (Bombina bombina), čolek obecný (Lissotriton vulgaris), čolek horský (Ichthyosaura alpestris), ropucha obecná (Bufo bufo), rosnička zelená (Hyla arborea), skokan hnědý (Rana temporaria), skokan ostronosý (Rana arvalis), skokan krátkonohý (Pelophylax lessonae), blatnice skvrnitá (Pelobates fuscus), zaznamenán byl i výskyt čolka velkého (Triturus cristatus). Dále se zde vyskytují společenstva bezobratlých živočichů, zejména pavouků. Po obnovení kosení luk byl zjištěn výskyt mravence rašelinného.